# 源師頼
源 師頼（みなもと の もろより）は、平安時代後期の公卿・歌人。村上源氏、左大臣・源俊房の嫡男。修理大夫・橘俊綱の養子。官位は正二位・大納言。小野宮大納言と号す。

## 経歴
白河朝にて従五位下に叙爵後、永保4年（1084年）弾正少弼に任官する。
応徳3年（1086年）左近衛少将に遷ると、応徳4年（1087年）従五位上次いで正五位下、寛治2年（1088年）従四位下次いで従四位上、寛治3年（1089年）正四位下と順調に位階を進める。しかし、従四位下昇進時に近衛少将を解かれ、1年ほど備中権介のみを帯びていた。寛治3年（1089年）右中弁に任ぜられると一転して弁官を務め、寛治8年（1094年）蔵人頭兼左中弁を経て、承徳2年（1098年）正月に参議に任ぜられ公卿に列するが、左右大弁に藤原季仲・源基綱がいたために大弁の昇任はならずに弁官を去り、12月になってから右兵衛督を兼帯している。
康和元年（1099年）従三位、康和3年（1101年）正三位と昇進するが、嘉承元年の年末（1107年1月）にかつて弁官の同僚で師頼より後に参議になった藤原宗忠・源基綱が先に権中納言に昇任されたことをきっかけに、師頼は出仕を取りやめてしまう。加えて、天仁元年（1108年）には3年間出仕しなかったことにより殿上籍を削られたが、このことによりかえって師頼は隠遁の意思を強くしてしまい、約20年に亘って出仕しなかった。さらに永久元年（1113年）に発生した永久の変に伴って、兼官の右兵衛督も解かれてしまう。師頼の籠居は父・俊房を深く悩ませたとされるが、この間の保安2年（1121年）に俊房が没している。
大治年間に入ると再び出仕を始めるが、ことさらに公事を務めず、さらに余りに長く出仕しなかったために、見知る人が非常に少ない状況であったという。鳥羽院政期に入ると、大治5年（1130年）参議在任32年を経て権中納言に昇任されるが、藤原宗忠は師頼が中納言になったことを聞いて、18,9年出仕しない間に18人が師頼を超越して中納言になったと嘲笑する日記も残している。
その後は、大治6年（1131年）従二位・権大納言、長承2年（1133年）正二位、保延2年（1136年）大納言と順調に昇進。この間に太皇太后・令子内親王の太皇太后宮大夫を務めたほか、皇太子・体仁親王（後の近衛天皇）の母方の祖母が師頼の妹（源方子）であった縁故により、その春宮大夫も兼帯している。
保延5年（1139年）12月4日喉の病気により薨去。享年72。

## 人物
和歌に秀で、『金葉和歌集』（5首）以下の勅撰和歌集に23首入集する。漢詩文を広く学び、寛治5年（1091年）六条水閣曲水宴、嘉保2年（1095年）および同3年（1096年）師通邸作文会、嘉保3年（1096年）御書所作文会などで漢詩を作ったとされており、現存する作品は『中右記部類紙背佚名漢詩集』に僅かに残されている。
学才も高く、漢学では大江匡房に師事、藤原頼長に『漢書』を伝授し、頼長自身も日記『台記』において師頼を「先師」と呼んでいる。有職故実にも優れ、除目作法の儀式書などを編んでいたが現存せず、僅かに『魚魯愚抄』などに逸文が見出されるのみとなっている。これらは中世に重んじられた村上源氏の公卿学に連なるものである。
また、大変な蔵書家であり、師頼が大江匡房を自邸に迎えた日の夜に自邸が火災に見舞われ、数千冊の書物が灰になったという。

## 逸話
和歌の速詠に優れていたとされ、以下の逸話がある。
- 師頼が以前から好意を寄せていた女から、百首歌を詠んだなら結婚しよう、との話があった。女が出した題に応じて、師頼は宵から明け方になる間に、百首を読み終わったが、その間に女は隠れてしまった。女は周防内侍の縁故であったことから、この話を聞いた人々は周防内侍の過失であると言ったという。

長い間参議のまま昇進できなかったことについては、実際は師頼が出仕しなかった事が原因であるが、以下の逸話も残っている。
- 師頼が若い頃に「採桑老」という舞をする夢を見たが、物事に詳しくない人が「宰相（参議）で久しくいらっしゃる」と興ざめな夢合わせをしてしまった。師頼がこれに怒ったこともあり、夢合わせした者は早くに亡くなってしまい、師頼も長く宰相の地位に留まることになってしまったという。

## 官歴
注記のないものは『公卿補任』による。
- 日付不詳：従五位下
- 永保4年（1084年） 正月：弾正少弼
- 応徳3年（1086年） 11月20日：左近衛少将?[15]
- 応徳4年（1087年） 正月5日：従五位上（少将労）[15]。11月10日：兼備中権介[15]。11月18日：正五位下（大嘗会主基国司）[15]
- 寛治2年（1088年） 正月5日：従四位下（陽明門院去年御給）、止少将。正月19日：従四位上（行幸太上天皇御所日賞）
- 寛治3年（1089年） 正月：正四位下（無品媞子内親王去朔旦未給）。正月28日：右中弁、介如元
- 寛治8年（1094年） 6月13日：左中弁、蔵人頭
- 嘉保2年（1095年） 正月：兼備中介
- 承徳2年（1098年） 正月7日：参議、去左中弁。12月：兼右兵衛督
- 康和元年（1099年） 正月5日：従三位。正月：兼近江権守
- 康和3年（1101年） 正月5日：正三位（父卿譲、額賞）
- 康和6年（1104年） 正月28日：兼備中権守
- 天永4年（1113年） 10月29日：止右兵衛督（依不仕也）
- 保安5年（1124年） 正月22日：兼備前権守
- 大治4年（1129年） 正月24日：兼備後権守。2月17日：改任兼備前権守
- 大治5年（1130年） 10月5日：権中納言
- 時期不詳：中納言
- 大治6年（1131年） 3月19日：従二位（行幸稲荷祇園行事賞）。12月22日：権大納言
- 長承2年（1133年） 正月5日：正二位（先年行幸平野大原野行事賞）
- 長承3年（1134年） 2月22日：兼皇后宮大夫（皇后・令子内親王）。3月19日：改兼太皇太后宮大夫（太皇太后・令子内親王）
- 保延2年（1136年） 12月9日：大納言
- 保延5年（1139年） 7月16日：躰仁親王勅別当。8月3日：辞大夫。8月17日：春宮大夫（春宮・躰仁親王）、勅授帯剣。日付不詳：出家。12月4日：薨去（依喉所労也）

## 系譜
『尊卑分脈』による。
- 父：源俊房
- 母：源実基女
- 妻：藤原通宗女（二条太皇太后宮大弐か）
  - 男子：源師能（?-1155）
- 妻：藤原忠俊女
  - 男子：源師教（?-?）
- 妻：藤原能実女
  - 男子：源師光（?-?）
- 妻：藤原令明女
  - 男子：証遍
- 生母不明の子女
  - 男子：源師綱
  - 男子：証禅
  - 女子：藤原重通室
  - 女子：藤原光隆室
  - 女子：源基平室